# El Porvenir, Cortés
El Porvenir är en ort i Honduras.   Den ligger i departementet Departamento de Cortés, i den nordvästra delen av landet, 210 km norr om huvudstaden Tegucigalpa. El Porvenir ligger 5 meter över havet och antalet invånare är 2 940.
Terrängen runt El Porvenir är platt åt nordväst, men åt sydost är den kuperad. Havet är nära El Porvenir åt nordväst. Runt El Porvenir är det ganska tätbefolkat, med 139 invånare per kvadratkilometer. Närmaste större samhälle är Puerto Cortés, 5,8 km norr om El Porvenir. 